# 中島輝士
中島 輝士（なかじま てるし、1962年7月27日 - ）は、佐賀県神埼郡三田川町（現：吉野ヶ里町）出身の元プロ野球選手（外野手、内野手）、プロ野球コーチ、プロ野球監督。
ソウルオリンピック野球の銀メダリスト。

## 経歴

### アマチュア時代
佐賀商の投手だった父の影響で、3歳から野球ボールで遊んでいた。三田川中学では県大会で準優勝し、1978年に柳川商業高校（在学時に柳川高校に名称変更）に入学。野球部の同期に高杢禎彦（元チェッカーズ）がおり、後々まで交流が続いている。投手を務めて1年秋の神宮大会を制し、全国的に知られるようになった。
連日200球の投げ込みで制球力が向上し、2年秋の県大会および九州大会では9試合に登板して5失点のみ、5完封、100奪三振、ノーヒット・ノーラン2回という好投を見せて翌年春の選抜大会出場に貢献した。本大会では2回戦で尼崎北に敗れたが、長身からネッシーをもじって「テルシー」と呼ばれ、人気を博した。同年のドラフト会議前には8球団が上位での指名を検討したが、前年に父が亡くなっていたことから、安定した社会人野球へ進むことを母が願い、プリンスホテルに入社した。
1983年に右肩鎖関節下の血行障害を発症し、4ヶ月の療養の末に投手を断念して1984年から野手に転向した。指名打者制の社会人では全く打撃練習をしていなかったが、毎日1,000回はバットを振り、1986年の春頃からバッティングに手応えを感じるようになった。
1987年、アジア選手権兼ソウル五輪予選では日本代表の4番を務め、打率.714、4本塁打、14打点の成績で大会三冠王となり、チームも同五輪への出場権を獲得した。また、同年のIBAFインターコンチネンタルカップでも6本塁打を放っている。この活躍を評価され、翌年のソウル五輪代表入りのためプロ入りしないよう監督の石山建一から要請され、これを受諾している。この要請の背景には、日本野球連盟会長の山本英一郎とプリンスホテルオーナーの堤義明の意向もあったという。同年は初の社会人ベストナインを一塁手として受賞した。
1988年は同僚の石井丈裕や小川博文とともに五輪代表に選出され、筒井大助らとともに野手陣のまとめ役となった。準決勝の対韓国戦では、7回裏に登板したエースの朴東熙から同点ホームランを放っている。同五輪では5試合全てに4番・一塁手としてスタメンで出場し、いずれもチームトップの10安打、打率.436、1本塁打、6打点の成績で銀メダル獲得に貢献した。同年も社会人ベストナインに選ばれている。また、11月12日には3年間交際した女性と高輪プリンスホテルで結婚式を挙げた。
同年秋のドラフト会議で日本ハムファイターズと福岡ダイエーホークスから1位指名を受け、抽選により日本ハムが交渉権を獲得した。ドラフト前は在京のセ・リーグ球団を希望していたが、原辰徳や清原和博に並ぶ当時のNPB最高額となる契約金8,000万円を提示され、年俸840万円（いずれも推定）で入団契約を結んでいる。

### プロ野球選手時代
1989年は金属バットから木製バットへの変化に悩み、近藤貞雄からは「右足を軸に力をためる打撃ができていない」と言われたが、オープン戦では最優秀新人に選ばれた。4月8日の開幕戦には七番・右翼手として先発出場し、9回裏に1956年の穴吹義雄以来33年ぶり史上2人目となる新人選手開幕戦サヨナラ本塁打を山内孝徳から放っている。6月中旬からやや成績が下降し、7月2日の対西武戦で石井丈裕から左手に死球を受けて甲を骨折し、全治3週間の怪我を負った。この怪我により、ジュニアオールスターゲームへの出場を辞退している。8月終盤に一軍に復帰し、同年は打率.233、9本塁打の成績を残して年俸1,000万円（推定）で契約を更改した。
1990年は三塁手にコンバートされ、オープン戦では前年までレギュラーだった古屋英夫に代わり積極的に起用され、打率.341の好成績を残した。開幕戦も三塁手としてスタメンで出場したが、シーズン後半は右翼手としての起用が増えた。7月1日の対オリックス戦では三塁ライナーが顔面を直撃し、左眉毛の下を10針縫う怪我を負っている。
1992年は初のオールスターゲームに出場し、第2戦で代打として安打を放っている。同年は初めて規定打席に到達し、打率.290、13本塁打、打点66の成績を残し、1,520万円増の年俸3,200万円（推定）で契約を更改した。1990年から1992年の3年連続でチームが負けて西武のリーグ優勝を目の前で見ている。1993年は打撃成績が前年を下回ったものの、オフの契約更改では400万円増の年俸3,600万円（推定）となっている。
1995年に上田利治が監督に就任するとチームの若返りが進められ、同年は自己最少の33試合出場、本塁打もプロ入り以来初の0本に終わる。オフに球団からウェイバー公示され、新監督の佐々木恭介から長打力を評価されて近鉄バファローズへ移籍。1996年は一軍では以前のような長打力を発揮できなかったが、主力打者として二軍のウエスタン・リーグ優勝に貢献している。翌1997年に移籍してきた安部理や吉岡雄二の活躍もあり、同年と1998年の2年間は一軍出場はなく、この年で現役を引退。

### 現役引退後
1999年は近鉄の二軍打撃コーチを務めた。2000年から近鉄のスカウトに転身。
2003年に日本ハムに九州地区担当スカウトとして復帰。スカウト時代は技術面だけでなく性格や環境を重視するようになり、それぞれの選手に合った指導をする事の難しさに気がついたという。2008年に日本ハムの一軍打撃コーチに就任したがチーム打率・得点・安打・本塁打がリーグ最下位に低迷。2009年は二軍打撃コーチを務め同年退団。
2011年には台湾の統一セブンイレブン・ライオンズのコーチを務め、2012年途中から八百長事件に関わり辞任した呂文生に代わり、監督に就任した。同年は鎌田祐哉を辛抱強く起用し、最多勝を獲得する活躍を支えた。2012年より統一セブンイレブン・ライオンズの監督を務めてきたが、2013年8月4日、成績不振により二軍監督へと降格になった。
2014年に四国アイランドリーグplus・徳島インディゴソックスの野手総合兼打撃コーチに就任。同年オフ、横浜DeNAベイスターズコーチに転身した島田直也の後任として、2015年シーズンより同チームの監督に就任した。
2015年前期は3位、後期は2位に終わり、チームとしての年間総合優勝3連覇の目標は達成できなかった。前期終了後に、リーグが編成した北米遠征選抜チーム「四国アイランドリーグplus ALLSTARS」（カナディアン・アメリカン・リーグと対戦）の監督も務めた。
2016年前期は2位、後期は勝率5割ながら4位（最下位）だった が、年間勝率2位となったことで、前後期を連覇した愛媛マンダリンパイレーツとの年間チャンピオンシップに出場した。チャンピオンシップは0勝2敗で敗退。また、前年に続いて北米遠征選抜チームの監督を務めた。12月5日に徳島監督退任が発表された。
前述の徳島監督退任の発表と併せて韓国プロ野球・ハンファ・イーグルスの打撃コーチ就任が発表された。2017年シーズン、一軍を担当したが 同年10月に退任した。
2020年1月1日付で、京滋大学野球連盟の京都先端科学大学硬式野球部の監督に就任。

## プレースタイル
長打力と強肩には定評があり、プロ入り時点で遠投は112mだった。

## 詳細情報

### 年度別打撃成績
| 年 度     | 球 団     | 試 合 | 打 席 | 打 数 | 得 点 | 安 打 | 二 塁 打 | 三 塁 打 | 本 塁 打 | 塁 打 | 打 点 | 盗 塁 | 盗 塁 死 | 犠 打 | 犠 飛 | 四 球 | 敬 遠 | 死 球 | 三 振 | 併 殺 打 | 打 率 | 出 塁 率 | 長 打 率 | O P S |
| --------- | --------- | ----- | ----- | ----- | ----- | ----- | -------- | -------- | -------- | ----- | ----- | ----- | -------- | ----- | ----- | ----- | ----- | ----- | ----- | -------- | ----- | -------- | -------- | ----- |
| 1989      | 日本ハム  | 81    | 259   | 236   | 29    | 55    | 10       | 0        | 9        | 92    | 24    | 5     | 3        | 1     | 0     | 19    | 0     | 3     | 60    | 4        | .233  | .298     | .390     | .688  |
| 1990      | 日本ハム  | 117   | 361   | 328   | 35    | 83    | 16       | 1        | 11       | 134   | 50    | 5     | 4        | 5     | 3     | 21    | 0     | 4     | 54    | 13       | .253  | .303     | .409     | .712  |
| 1991      | 日本ハム  | 111   | 320   | 278   | 32    | 61    | 15       | 1        | 7        | 99    | 27    | 0     | 3        | 2     | 0     | 37    | 1     | 3     | 58    | 10       | .219  | .318     | .356     | .674  |
| 1992      | 日本ハム  | 115   | 485   | 441   | 49    | 128   | 23       | 1        | 13       | 192   | 66    | 0     | 0        | 2     | 5     | 35    | 0     | 2     | 83    | 16       | .290  | .342     | .435     | .777  |
| 1993      | 日本ハム  | 87    | 263   | 238   | 21    | 68    | 12       | 3        | 6        | 104   | 33    | 3     | 1        | 0     | 2     | 23    | 1     | 0     | 41    | 7        | .286  | .346     | .437     | .783  |
| 1994      | 日本ハム  | 55    | 131   | 122   | 12    | 23    | 3        | 0        | 6        | 44    | 15    | 0     | 0        | 0     | 2     | 7     | 0     | 0     | 28    | 4        | .189  | .229     | .361     | .590  |
| 1995      | 日本ハム  | 33    | 82    | 74    | 2     | 15    | 0        | 0        | 0        | 15    | 5     | 0     | 0        | 0     | 1     | 7     | 0     | 0     | 15    | 1        | .203  | .268     | .203     | .471  |
| 1996      | 近鉄      | 42    | 98    | 88    | 3     | 20    | 2        | 0        | 0        | 22    | 5     | 0     | 0        | 0     | 1     | 8     | 0     | 1     | 22    | 6        | .227  | .296     | .250     | .546  |
| 通算：8年 | 通算：8年 | 641   | 1999  | 1805  | 183   | 453   | 81       | 6        | 52       | 702   | 225   | 13    | 11       | 10    | 14    | 157   | 2     | 13    | 361   | 61       | .251  | .313     | .389     | .702  |

### 記録
初記録
- 初出場・初先発出場：1989年4月8日、対福岡ダイエーホークス1回戦（東京ドーム）、7番・右翼手で先発出場
- 初打席・初打点：同上、2回裏に山内孝徳から三塁ゴロの間に記録
- 初安打：同上、5回裏に山内孝徳から二塁打
- 初本塁打：同上、9回裏に山内孝徳からサヨナラ2ラン

その他の記録
- 新人の開幕戦本塁打 ※史上11人目[43]、サヨナラ本塁打は史上2人目（1956年の穴吹義雄以来）
- オールスターゲーム出場：1回 （1992年）

### 背番号
- 7 （1989年 - 1995年）
- 34 （1996年 - 1998年）
- 85 （1999年）
- 77 （2008年 - 2009年、2011年 - 2013年）
- 72 （2014年 - 2016年）
- 81 （2017年）